# Kra Chasma
Il Kra Chasma è una struttura geologica della superficie di Ariel.